# Riu Saginaw
El riu Saginaw és un riu de 35 quilòmetres de llarg que es troba a l'estat de Michigan. Es forma per la confluència dels rius Tittabawassee i Shiawassee al sud-est de Saginaw. Flueix cap al nord per la Badia de Saginaw del llac Huron just al nord-est de Bay City. El riu és una ruta de navegació aquàtica important del Michigan mitjà, passant per les ciutats de Saginaw i Bay City. És un dels pocs rius amb vies navegables de Michigan.